# Драндський собор

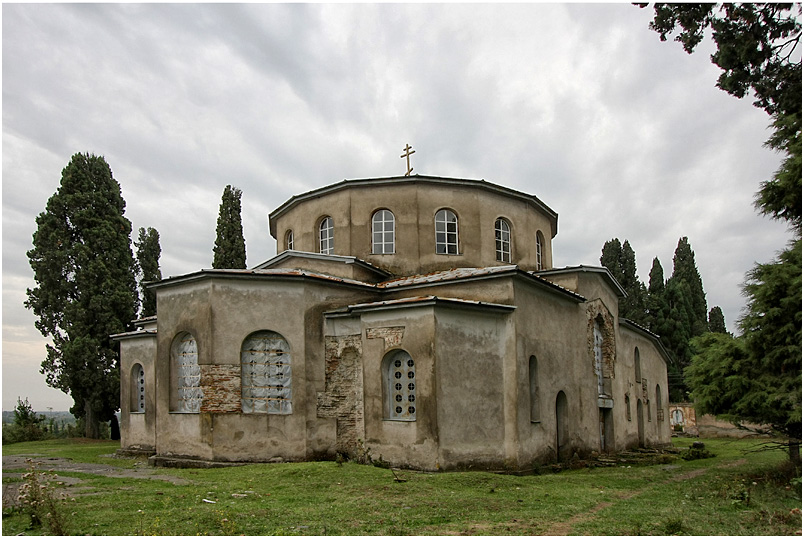
Успенський собор Драндського монастиря

Успенський собор Драндського монастиря (абх. Нанҳәа иазку Дранда-ныха) — собор Абхазької православної церкви, розташований на північній околиці села Дранда, в Гульрипському районі Абхазії.

## Історія
Драндський собор був побудований приблизно в VI—VII століттях. В Середні століття він служив резиденцією єпископів. Під час турецького ярма храму було завдано великої шкоди, проте він був відновлений.
Російський і грузинський історик, археолог і етнограф Дмитро Захарович Бакрадзе, відвідавши Драндський собор в 1860 році повідомляв, що храм був розписаний фресками. Проте з часом вони повністю зруйнувалися, і під час реставрацій храму відновлені не були.
В 1880 р. при соборі було засновано Драндський чоловічий монастир,  закритий в 1928 р.

## Архітектурні особливості

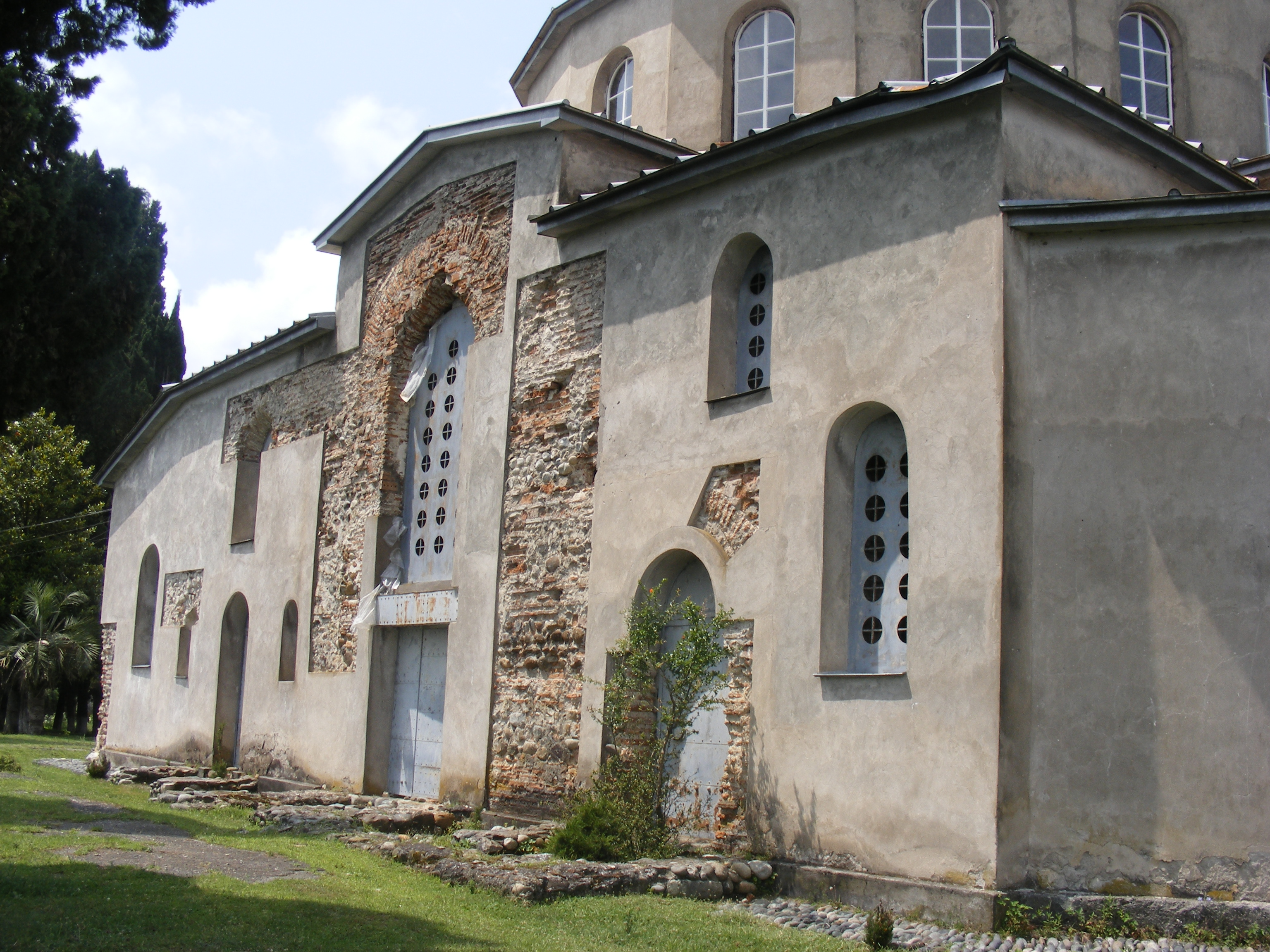

Собор належить до хрестово-купольного типу, сформованому у візантійській архітектурі в V-VIII століттях. Примикають зі Сходу три п'ятигранні апсиди, що мають у своєму складі вівтар, дияконник та жертовник, яким у західній частині храму відповідають два напівкруглих приміщення, мають ніші. Із заходу храм завершує притвор. Купол храму зведений на низькому шістнадцаятигранному барабані.
10 лютого 2011 р. Кабінет міністрів Республіки Абхазія передав собор Абхазькій православній церкві в безоплатне і безстрокове користування.

## Додаткова інформація
6 грудня 2010 р. Банк Абхазії випустив в обіг пам'ятні монети, номіналом 10 апсарів, на реверсі яких зображені різні архітектурні пам'ятники Абхазії, у тому числі й Успенський собор Драндського монастиря .